# 阳山镇
阳山镇为无锡市惠山区下属的一个行政区划，下设16个行政区，2个社区居委，总人口达到5万人左右。被誉为中国水蜜桃之乡。

## 历史
阳山镇因为其境内的山而得名，阳山镇境内有狮子山、长腰山、大阳山、小阳山四座小丘，而这四座山丘并称为“安阳山”，称安阳山之名是因为周朝时周王封安阳侯于此。
1965年析杨市、陆区两个公社在此地修建阳山农林畜牧场，1969年更名为阳山农场。1983年改置阳山乡，1993年改置为阳山镇。2004年2月原阳山镇与陆区镇合并并成立为新的阳山镇。

## 行政区划

### 社区
全镇辖2个社区：陆区居委会、阳山居委会。

### 村级区划
全镇辖16个村委会：鸿桥村、安阳山村、住基村、普照村、陆区村、尹城村、雕庄村、花园村、高潮村、杨木桥村、宣沟村、冬青村、姚家桥村、大路头村、新渎村、阳山村。